# The Continuous Evilution of Life's ?'s
The Continuous Evilution of Life's ?'s (pronunciato: The Continuous Evilution of Life's Questions) è l'undicesimo album in studio del gruppo musicale statunitense Twiztid, pubblicato nel 2017.

## Tracce
1. Barely Surviving (Ride or Die) – 4:29
2. Are You Insane Like Me? – 3:23
3. Kill Somebody – 5:20
4. Dead and Gone (Unh-Stop) – 3:26
5. Black Clouds – 3:12
6. I Got These Feelings – 2:56
7. Nothing to You – 5:26
8. Come On Let's Get High – 5:00
9. 1k Hells 2 Find My Heaven – 3:48
10. That's Why They All Hate Us More Than You'll Ever Know – 6:14
11. Psychomania (featuring Blaze Ya Dead Homie, The R.O.C., Lex "The Hex" Master, G-Mo Skee & Boondox) – 4:59
12. Long Road Home – 4:07